# Скрипичные концерты И. С. Баха
Скрипичные концерты И. С. Баха — концерты для скрипки, струнного оркестра и бассо континуо, написанные И. С. Бахом. Включают в себя два концерта для одной скрипки и струнных и один концерт для двух скрипок и струнных. В каталог Шмидера концерты включены под номерами BWV 1041—BWV 1043.

## Концерты для скрипки и струнных

### Концерт № 1 для скрипки и струнных (ля минор) BWV 1041
Состоит из трёх частей:
- [Allegro] (2/4)
- Andante (c)
- Allegro assai (9/8)

Исполнительский состав:
- Скрипка — соло
- Скрипка I
- Скрипка II
- Альт
- Бассо Континуо (Виолончель)

Клавирный аналог: Концерт № 7 для клавира с оркестром (соль минор) BWV 1058

### Концерт № 2 для скрипки и струнных (ми мажор) BWV 1042
Состоит из трёх частей:
- Allegro (¢)
- Adagio (3/4)
- Allegro assai (3/8)

Исполнительский состав:
- Скрипка — соло
- Скрипка I
- Скрипка II
- Альт
- Бассо Континуо (Виолончель)

Клавирный аналог: Концерт № 3 для клавира с оркестром (ре мажор) BWV 1054

## Концерт для двух скрипок и струнных (ре минор) BWV 1043
Состоит из трёх частей:
- Vivace (c)
- Largo ma non troppo(12/8)
- Allegro (3/4)

Исполнительский состав:
- Скрипка I — соло
- Скрипка II — соло
- Скрипка I
- Скрипка II
- Альт
- Бассо Континуо (Виолончель)

Клавирный аналог: Концерт № 3 для двух клавиров с оркестром (до минор) BWV 1062

## Восстановленные концерты и другие транскрипции
Данные концерты восстановлены из  клавирных концертов И.С. Баха. Некоторые считаются оригиналами клавирных концертов.

### Концерт для скрипки и струнных (ре минор) BWV 1052R
Считается утерянным оригиналом концерта BWV 1052. 
Восстановлен из клавирного концерта №1 ре минор (BWV 1052).

### Концерт для скрипки и струнных (соль минор) BWV 1056R
Считается утерянным оригиналом концерта BWV 1056. 
Восстановлен из клавирного концерта №5 фа минор (BWV 1056).

### Концерт для скрипки, гобоя и струнных (до минор) BWV 1060R
Считается утерянным оригиналом концерта BWV 1060. Состав окончательно не выяснен: возможно две скрипки или скрипка и гобой. 
Восстановлен из концерта для двух клавиров №1 до минор (BWV 1060).

### Концерт для трёх скрипок и струнных (ре мажор) BWV 1064R
Возможно, является утерянным оригиналом концерта BWV 1064. 
Восстановлен из концерта для трёх клавиров №2 до мажор (BWV 1064).

### Тройной концерт (ре минор) BWV 1063R
Одна из спорных реконструкций. Оригинал до сих пор не выяснен, но есть версии составов: 
- Три скрипки и струнные
- Скрипка, гобой, флейта и струнные

и другие.
Возможно, концерт для трёх клавиров и является оригиналом. Реконструированы концерты из концерта для трёх клавиров №1 ре минор (BWV 1063).

## Другие концерты с участием скрипки

### Бранденбургские концерты BWV 1046 ... BWV 1050

#### Концерт №1 (BWV 1046), фа мажор
Части:
- Allegro;
- Adagio;
- Allegro;
- Менуэт, Трио I, Полонез, Трио II.

Большая роль уделена в этом концерте духовым инструментам. В концерте задействована скрипка пикколо, а также струнный ансамбль: две партии скрипки, одна партия альта и генерал-бас для аккомпанемента. 

#### Концерт №2 (BWV 1047), фа мажор
Части:
- Allegro;
- Adagio;
- Allegro assai.

Большая роль уделена в этом концерте духовым инструментам (скрипок нет). Используются два концертных альта. 

#### Концерт №3 (BWV 1048), соль мажор
Части:
- Allegro;
- Adagio;
- Allegro.

Бах использует здесь только струнные музыкальные инструменты. Используются три скрипки, а также струнные: три альта и три виолончелям, аккомпанирует генерал-бас. 

#### Концерт №4 (BWV 1049), соль мажор
Части:
- Allegro;
- Анданте;
- Presto.

В концерте участвуют две блокфлейты. Задействованы скрипка, а также струнный ансамбль: скрипка, альт и генерал-бас в аккомпанементе. 

#### Концерт №5 (BWV 1050), ре мажор
Части:
- Allegro;
- Affetuoso;
- Allegro.

Концерт написан для флейты, скрипки и клавесина с сопровождением струнного ансамбля: скрипки, альта и генерал-баса. 

#### Концерт №6 (BWV 1051), си-бемоль мажор
Части:
- Allegro;
- Adagio ma non tanto;
- Allegro.

Используются струнные инструменты (скрипок нет): два альта и виолончель,  две виолы да гамба и контрабас.

### Тройной концерт (ля минор) BWV 1044
Концерт для флейты, скрипки, клавесина и струнных  (тройной концерт Баха BWV 1044). 
Скрипка - один из солирующих инструментов.

## Фрагменты скрипичных концертов

### Концерт для скрипки и струнных (ре-мажор) BWV 1045
До наших дней дошла только одна первая часть скрипичного концерта.

## Переложения
В некоторых скрипичных концертах партия скрипки доступна ученику музыкальной школы. Струнный ансамбль обычно перекладывается для фортепиано, эту партию исполняет концертмейстер.
Наиболее распространены следующие переложения:
- Концерт для скрипки №1 (ля минор) BWV 1041 (1 часть)
- Концерт для двух скрипок (ре минор) BWV 1043 (1 и 3 часть)

## Исполнения
Одни из известных исполнений:
- Алиса Арнонкур[англ.]
- Найджел Кеннеди
- Давид Ойстрах